# GSSAP
Geosynchronous Space Situational Awareness Program (сокр. GSSAP, с англ. — «Программа осведомлённости ситуации на Геосинхронной орбите») — секретная программа серии космических наблюдений за спутниками других стран, разработанная ВВС США и Orbital ATK. Слежение ведётся под управлением стратегического командования США с помощью нескольких спутников, запускаемых на окологеосинхронную орбиту и объединённых в сеть.
Спутники GSSAP будут дрейфовать выше и ниже пояса геосинхронной орбиты и используют для наблюдения электро-оптические датчики, собирая информацию со спутников и других объектов в этом регионе. Спутники маневренны, что позволяет им собирать информацию о конкретных целевых спутниках. GSSAP обеспечивает «точное отслеживание и характеристики» спутников.
Первая пара космических аппаратов GSSAP была запущена в 2014 году с мыса Канаверал с помощью ракеты-носителя Дельта-4M+(4,2). 
Вторая пара была запущена в 2016 году; это спутники «GSSAP 3» и «GSSAP 4».
| Аппарат           | COSPAR    | Дата запуска | Место запуска | Ракета-носитель       |
| ----------------- | --------- | ------------ | ------------- | --------------------- |
| GSSAP 1 (USA 253) | 2014-043A | 28.07.2014   | CC SLC-37B    | Delta-4M+(4,2)        |
| GSSAP 2 (USA 254) | 2014-043B | 28.07.2014   | CC SLC-37B    | Delta-4M+(4,2)        |
| GSSAP 3 (USA 270) | 2016-052A | 19.08.2016   | CC SLC-37B    | Delta-4M+(4,2) (upg.) |
| GSSAP 4 (USA 271) | 2016-052B | 19.08.2016   | CC SLC-37B    | Delta-4M+(4,2) (upg.) |
| GSSAP 5           |           | 04.02.2022   | CC SLC-37B    | Atlas V               |
| GSSAP 6           |           | 04.02.2022   | CC SLC-37B    | Atlas V               |